# Zwarte kerst
Zwarte kerst is het 20ste stripalbum uit de reeks Lefranc. Het album verscheen voor het eerst op 16 oktober 2009 bij uitgeverij Casterman. Dit is het eerste album in de reeks dat door Régric werd getekend en het tweede album op scenario van  Michel Jacquemart, geholpen door Pierre Stevenart. De inkleuring is van Loli Irala Marin.
Jacquemart ontving voor dit album in 2010 de Prix Saint-Michel voor Meilleur scenario.
De samenwerking tussen tekenaar en scenarist was dusdanig dat beiden aangaven het geen fijne werkervaring te hebben gevonden.
Het verhaal is gebaseerd op historische feiten.  Aan de ene kant levert dit album door de claustrofobische locatie van een steenkoolmijn enkele steengoeie scènes op, maar aan de andere kant maken de literaire ambities en vele thema's die Jacquemart in het verhaal brengt, er een lastig te doorworstelen album van volgens een van de reviews.

## Het verhaal
Het is 23 december 1955. Lefranc moet van zijn krant een reportage maken over een mijnramp, waarbij mijnwerkers op 900 meter diepte vastzitten door een instorting. Lefranc besluit echter ook te helpen en gaat met een reddingsploeg mee naar beneden. De instorting blijkt echter het resultaat van sabotage te zijn; er zou zich een gevaarlijke terrorist onder de redders bevinden. Dit blijkt uiteindelijk een vrijheidsstrijder te zijn, die uit liefde voor een vrouw de sabotage pleegde zodat zij kon scheiden van haar man die mijnwerker was. Uiteindelijk overleven zij het niet.